# Neoathyreus reichei
Neoathyreus reichei is een keversoort uit de familie cognackevers (Bolboceratidae). De wetenschappelijke naam van de soort werd in 1851 gepubliceerd door John Obadiah Westwood.